# سيفيرينو غارسيا
سيفيرينو غارسيا مواليد 26 أغسطس 1906 في مانيلا - الوفاة 1 يناير 1981 في سان دييغو، الولايات المتحدة، كان ملاكم سابق صنّف ضمن فئة الوزن المتوسط.

## إحصائيات
خاض خلال مسيرته 142 نزالا، فاز في 102 وتعادل في 12 وخسر في 28. فاز بالضربة القاضية في 67 نزالا.

## روابط خارجية
- سيفيرينو غارسيا على موقع IMDb (الإنجليزية)
- سيفيرينو غارسيا على موقع بوكس ريك (الإنجليزية) (registration required)